# Museu Botero
El Museu Botero de Bogotà, Colòmbia, conté una col·lecció de 123 obres de Fernando Botero i 85 d'altres artistes com Balthus, Georges Braque, Marc Chagall, Salvador Dali, Joan Miró, Pablo Picasso, Sonia Delaunay, Claude Monet i Henri Matisse. És visitat per 500.000 persones anualment. D'entrada gratuïta, està situat al barri de La Candelaria de Bogotá, al costat de la Biblioteca Luis Ángel Arango i el Museu d'Or de Bogotá.
En el 2000, l'artista colombià Fernando Botero va donar 208 peces d'art, 123 de la seva pròpia obra i 85 d'altres artistes internacionals, al Banc de la República de Colòmbia que va comprar una mansió colonial per ubicar la col·lecció. La casa habia estat el Palau Arquesbisbal de Bogotà que va ser destruït per un incendi i reconstruït pel Banc de la República.

## Galeria

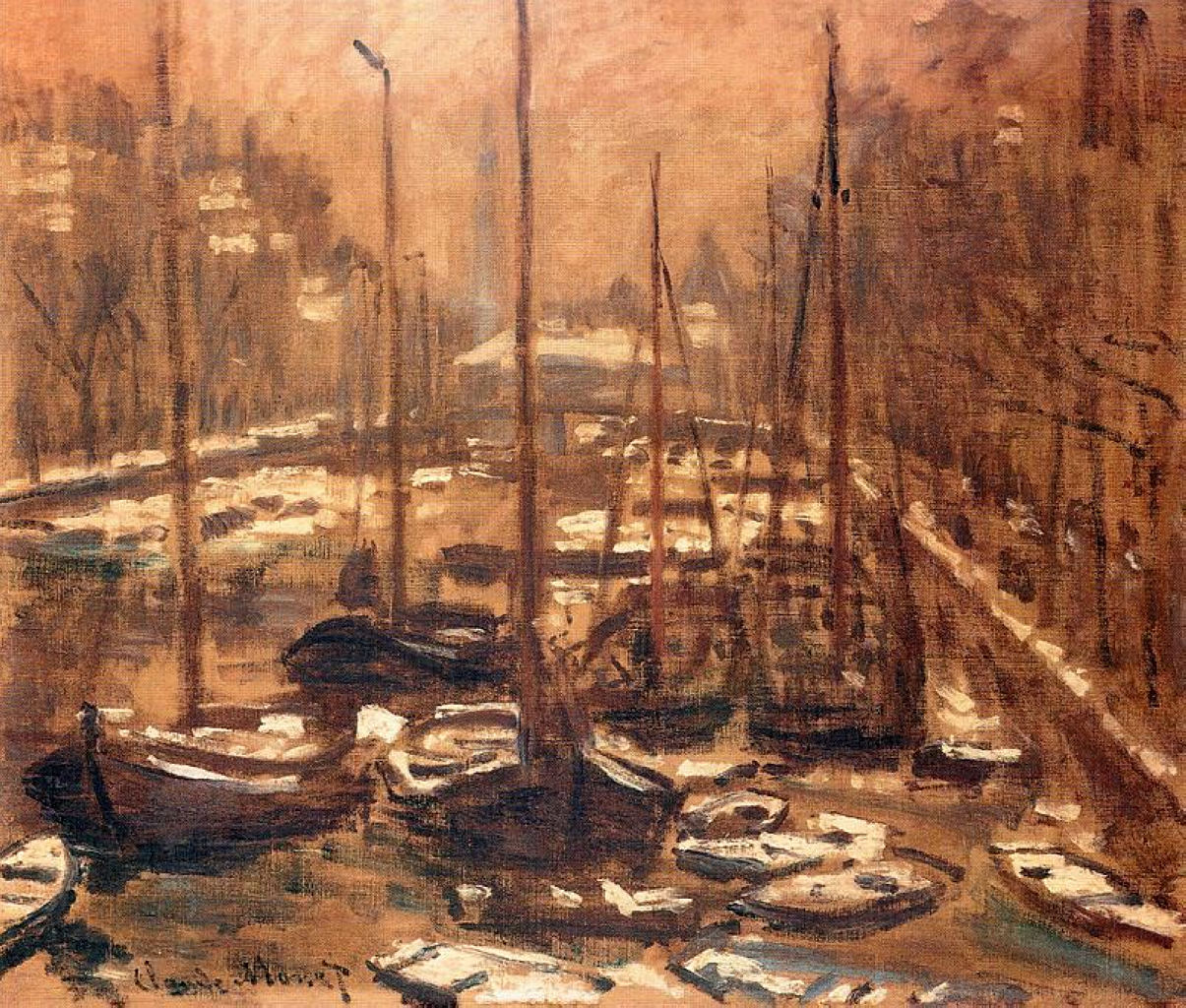
Claude Monet. El Geldersekade de Amsterdam en invierno, 1871-1874.
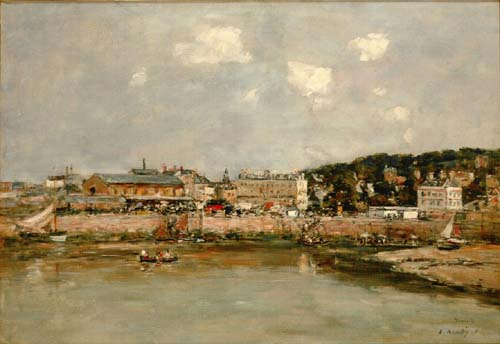
Eugène Boudin. El puerto de Trouville, 1884.
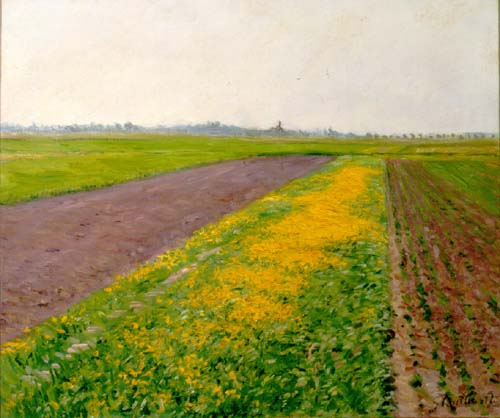
Gustave Caillebotte. La llanura de Gennevilliers, 1884.
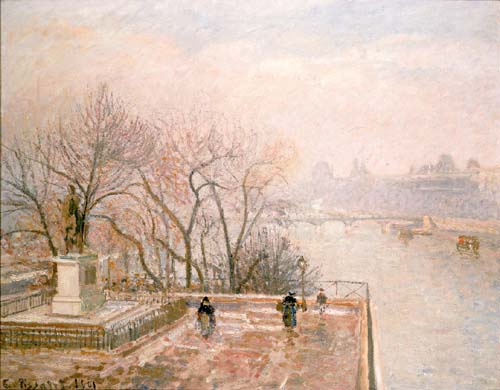
Camille Pissarro. El Louvre, mañana brumosa, 1901.
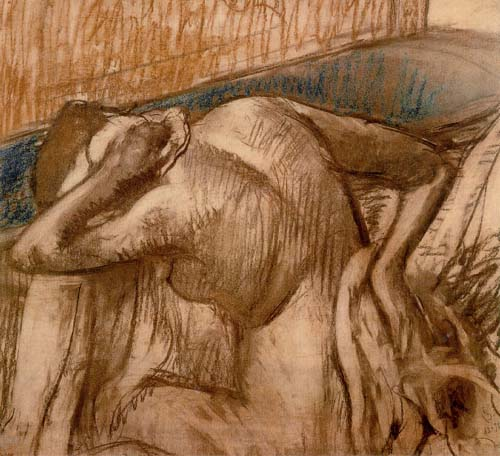
Edgar Degas. Mujer en el baño, 1902.